# Cottea pappophoroides
Cottea pappophoroides är en gräsart som beskrevs av Carl Sigismund Kunth. Cottea pappophoroides ingår i släktet Cottea, och familjen gräs. Inga underarter finns listade i Catalogue of Life.